# Akrocentrični kromosom
Akrocentrični kromosom je onaj kromosm kod kojega se centromera nalazi sasvim blizu jednog kraja kromosoma tako da dijeli kromosom na sasvim kratak p krak i mnogo dulji q krak.
Akrocentrični kromosomi u kariotipu čovjeka su:
- kromosomi D grupe: 13, 14 i 15
- kromosomi G grupe: 21 i 22
- Y kromosom.

Muškarac, zbog prisutnosti Y kromosoma, ima neparan broj (11) akrocentričnih kromosoma u stanicama, dok žena ima paran broj (10).